# ویریو-لو-گران
ویریو-لو-گران (به فرانسوی: Virieu-le-Grand) یک کمون در فرانسه است که در canton of Virieu-le-Grand واقع شده‌است.

## خصوصیات
ویریو-لو-گران ۱۲٫۵۵ کیلومترمربع مساحت و ۱٬۰۸۴ نفر جمعیت دارد و ۲۶۷ متر بالاتر از سطح دریا واقع شده‌است.